# ダクティリオセラス亜科
ダクティリオセラス亜科（学名 : Dactylioceratinae）は、前期ジュラ紀のアンモナイトの属からなり、後期プリンスバッキアンから後期トアルシアンに生息していた。これらのダクティリオセラス亜科は、レイネスコエロセラス亜科から進化したMargaritatusアンモナイト地帯から存在し、子孫を残すことなくVariabilis地帯で絶滅した。

## 説明
肋は単一の場合もあるが、多くは縁側で分岐しており、一部の属によっては縫合線（第一肋が縁側結節で結合している）が存在した。結節は縁側にも存在することがあるが、すべての種に存在するわけではなかった。最後部の絞りが縮小された。サイズは二型が一般的に多かった。

## 下位分類群
この亜科の分類学的構成は文献によって異なる。よく既知されているのは無脊椎動物古生物学論文集による分類で、以下にトクリテスを加えて示すが、最新版が出版された時点では知られていなかった。
- レイネソセラス Spath, 1936
- ダクティリオセラス Hyatt, 1867
  - D. (Dactylioceras) Hyatt, 1867
  - D. (Orthodactylites) Buckman, 1926
  - D. (Iranodactylites) Repin, 2000
  - D. (Eodactylites) Schmidt-Effing, 1972
- ノディコエロセラス Buckman, 1926
- ペロノセラス Hyatt, 1867
- ズゴダクティリテス Buckman, 1926
- ポルポセラス Buckman, 1911
- セプティマニセラス Fauré, 2002
- カタコエロセラス Buckman, 1923
- コリーナ Bonarelli, 1893
- トクリテス Repin, 2016

ノディコエロセラス亜科をダクティリオセラス亜科のシノニムではなく、有効な分類群とみなす学者もいる。また、彼らの見解では、前述の属のいくつかはダクティリオセラス亜科に属さず、これらは、ノディコエロセラス、コリーナ、および他の学者によってノディコエロセラス、カタコエロセラス、及びポルポセラスのシノニムとみなされているいくつかの属である。一方、これらの学者らは、ミクロダクティリテスとムクロダクティリテスを有効なものとみなすことにより、ダクティリオセラス亜科の属の数を増やした。